# Planina, Ajdovščina
Planina este o localitate din comuna Ajdovščina, Slovenia, cu o populație de 447 de locuitori.